# داريو سالا
داريو سالا (بالإسبانية: Darío Sala)‏ (17 أكتوبر 1974 بقرطبة في الأرجنتين - ) هو لاعب كرة قدم أرجنتيني في مركز حراسة المرمى. لعب مع أرسنال ساراندي وإنديبندينتي وديبورتيفو كالي وريفر بليت ولوس أنديس ونادي أتليتيكو بيلغرانو ونادي تشياباس ونادي خيريث ونادي دالاس ونادي سان لورينزو ونيولز أولد بويز وتاليريس كوردوبا وRacing de Córdoba ‏.

## وصلات خارجية
- داريو سالا على موقع الدوري الأمريكي (الإنجليزية)
- داريو سالا على موقع قاعدة بيانات كرة القدم.إي يو (الإنجليزية)
- داريو سالا على موقع عالم كرة القدم.نت (الإنجليزية)